# Бжезіни (гміна Жечиця)
Бжезіни (пол. Brzeziny) — село в Польщі, у гміні Жечиця Томашовського повіту Лодзинського воєводства.
Населення — 38 осіб (2011).
У 1975-1998 роках село належало до Пйотрковського воєводства.

## Демографія
Демографічна структура станом на 31 березня 2011 року:
|          | Загалом | Допрацездатний вік | Працездатний вік | Постпрацездатний вік |
| -------- | ------- | ------------------ | ---------------- | -------------------- |
| Чоловіки | 18      | 7                  | 8                | 3                    |
| Жінки    | 20      | 5                  | 7                | 8                    |
| Разом    | 38      | 12                 | 15               | 11                   |